# التواريخ المتوافقة
يهدف نهج التواريخ المتوافقة في ميكانيكا الكم (أو ما يُعرف أيضًا بنهج التواريخ المتفككة) إلى الوصول لتفسير حديث لميكانيكا الكم وتعميم تفسير كوبنهاغن التقليدي وتفسير علم الكون الكمي بأسلوب طبيعي. يعتمد هذا التفسير على أساس معيار توافقي يسمح بتعيين احتمالات وقوع البدائل التاريخية المتعددة لنظام معين بحيث تخضع احتمالات كل تاريخ إلى قواعد الاحتمالات الكلاسيكية بما يتوافق مع معادلة شرودنغر. يختلف هذا التفسير عن بقية التفسيرات الأخرى، وبالأخص تفسير كوبنهاغن، في أنه لا يعتبر مفهوم انهيار الدالة الموجية وصفًا ذا صلة بأي عملية فيزيائية، ويؤكد على أن نظرية القياس ليست مكونًا أساسيًا في ميكانيكا الكم.

## التواريخ
يتألف التاريخ المتجانس Hi (حيث يشير الرمز i إلى تواريخ مختلفة) من سلسلة من الافتراضات (Pij) المُحددة في لحظات مختلفة من الزمن (حيث يشير الرمز j إلى الأزمنة المختلفة). نعبر عن ذلك بالصيغة الآتية:
{\displaystyle H_{i}=(P_{i,1},P_{i,2},\ldots ,P_{i,n_{i}})}
وتُقرأ المعادلة السابقة كالآتي: «الافتراض Pi,1 صحيح في اللحظة ti,1، والافتراض Pi,2 صحيح في اللحظة ti,2...إلخ». تُرتب الأزمنة تصاعديًا وتُسمى دعامة التاريخ الزمنية.
تتكون التواريخ غير المتجانسة من افتراضات متعددة الأزمنة لا يمكن تمثيلها بواسطة التواريخ المتجانسة. على سبيل المثال ناتج عملية الاختيار المنطقي بين تاريخين متجانسين: {\displaystyle H_{i}\lor H_{j}}
قد تناظر تلك الافتراضات أي مجموعة من الأسئلة التي تحتوي على جميع الاحتمالات الممكنة. على سبيل المثال إذا اعتبرنا الافتراضات الثلاثة التالية: «مر الإلكترون عبر الشق الأيسر»، «مر الإلكترون عبر الشق الأيمن»، «لم يمر الإلكترون من أي شق على الإطلاق». من بين أهداف نظرية التواريخ المتوافقة هو إثبات أن الأسئلة الكلاسيكية مثل «أين هي مفاتيحي؟» هي أسئلة متوافقة. وفي تلك الحالة قد يستعين أحدهم بعدد ضخم من الافتراضات يحدد كل واحد منهم موقع الإلكترون في حيز صغير من المكان.
يمكن تمثيل جميع الافتراضات أحادية الزمن {\displaystyle {\hat {P}}_{i,j}} بواسطة مؤثر الإسقاط {\displaystyle {\hat {P}}_{i,j}} الذي يؤثر على فضاء هيلبرت الخاص بالنظام (يُستخدم رمز القبعة أو المدة المعقوفة للدلالة على المؤثرات). ومن الأفضل هنا تمثيل التواريخ المتجانسة بواسطة حاصل ضرب مؤثرات الإسقاط المُرتب زمنيًا. ويُعرف ذلك بصيغة مؤثر إسقاط التاريخ الذي طوره كريستوفر إيشام، وهو يسمح بترميز البنية المنطقية لافتراضات التاريخ بأسلوب طبيعي.

## التوافق
يُعد مؤثر الطبقات للتاريخ المتجانس أحد أهم التركيبات في نهج التواريخ المتوافقة:
{\displaystyle {\hat {C}}_{H_{i}}:=T\prod _{j=1}^{n_{i}}{\hat {P}}_{i,j}(t_{i,j})={\hat {P}}_{i,1}{\hat {P}}_{i,2}\cdots {\hat {P}}_{i,n_{i}}}
يشير الرمز T إلى أن معاملات حاصل الضرب مُرتبة زمنيًا طبقًا لقيم {\displaystyle t_{i,j}} الخاصة بكل واحد منهم؛ تظهر مؤثرات «الماضي» ذات قيم t الصغيرة على الجانب الأيمن، بينما تظهر مؤثرات «المستقبل» ذات قيم t الكبيرة على الجانب الأيسر. يمكن مد هذا التعريف حتى يشمل التواريخ غير المتجانسة أيضًا.
يُعد مفهوم التوافق عنصرًا محوريًا في نظرية التواريخ المتوافقة. إذ تصبح مجموعة التواريخ {Hi} متوافقة (أو متوافقة بشدة) إذا تحقق الشرط الآتي (لكل j i ≠)
{\displaystyle \operatorname {Tr} ({\hat {C}}_{H_{i}}\rho {\hat {C}}_{H_{j}}^{\dagger })=0}
حيث الرمز ρ يمثل مصفوفة الكثافة المبدئية. وتُكتب المؤثرات بصيغة تمثيل هايزنبرغ.
بينما تصبح مجموعة التواريخ متوافقة بدرجة ضعيف إذا تحقق الشرط الآتي (لكل {\displaystyle i\neq j}):
{\displaystyle \operatorname {Tr} ({\hat {C}}_{H_{i}}\rho {\hat {C}}_{H_{j}}^{\dagger })\approx 0}

## الاحتمالات
يمكن تعيين احتمالات التواريخ بطريقة متناسقة في حالة توافق مجموعة التواريخ. فلنفترض أنه يمكننا التعبير عن احتمال صحة التاريخ {\displaystyle H_{i}} ببساطة كما يلي:
{\displaystyle \operatorname {Pr} (H_{i})=\operatorname {Tr} ({\hat {C}}_{H_{i}}\rho {\hat {C}}_{H_{i}}^{\dagger })}
وهي علاقة تتبع بديهيات الاحتمال إذا كانت التواريخ {\displaystyle H_{i}} جزءًا من ذات المجموعة المتوافقة.
على سبيل المثال، تعني تلك العلاقة أن احتمال صحة التاريخ (Hi OR Hj) يساوي احتمال صحة التاريخ ({\displaystyle H_{i}}) ناقص احتمالية صحة التاريخ (Hi AND Hj)، وهلم جرًا.

## التفسير
يُستخدم التفسير القائم على أساس التواريخ المتوافقة بالتزامن مع أفكار نظرية التفكك الكمي. تُلمح نظرية التفكك الكمي إلى أن الظواهر الماكروسكوبية (المرئية) غير القابلة للعكس (أي بالتبعية جميع عمليات القياس) تجعل التواريخ متوافقة بشكل تلقائي مما يسمح للمرء باستعادة طرق الاستدلال الكلاسيكية والحس المشترك عند تطبيقها على نتائج القياسات. من حيث المبدأ يتيح تحليل التفكك الكمي بدرجة أدق حساب التغاير في النطاق الكمي والنطاق الكلاسيكي كميًا. فعلى حد قول رونالد أومنيه:
«رغم أن نهج التاريخ كان مستقلًا في البداية عن نهج كوبنهاغن فقد أصبح بمثابة نسخة مطورة عنه نوعًا ما. وهو يتميز بالطبع بكونه أكثر دقة واشتماله على الفيزياء الكلاسيكية واحتواءه على إطار منطقي صريح للإثباتات التي لا جدال فيها. ولكن عندما نضيف النتائج المعاصرة المتعلقة بالتناظر والتفكك إلى تفسير كوبنهاغن فسوف يؤول في النهاية إلى ذات النظرية الفيزيائية السابقة».
توجد ثلاثة اختلافات رئيسية:
1. يتميز هذا التفسير الجديد بأن التكافؤ المنطقي بين البيانات التجريبية التي تعبر عن الظواهر الماكروسكوبية ونتيجة القياس التي تعبر عن الخصائص الكمية صار أكثر وضوحًا، بينما ظلت تلك الخاصية مبهمة ومُعرفة ضمنيًا في صياغة كوبنهاغن.
2. يتميز التفسير الجديد بوجود مفهومان متغايران عن الاحتمالات: أحدهما مفهوم مجرد ومتعلق بالمنطق، والثاني متعلق بالتجربة وهو يعبر عن عشوائية القياسات. ولذا يتوجب علينا فهم العلاقة بينهما والسبب وراء مطابقتهما للمفهوم التجريبي في تفسير كوبنهاغن.
3. يكمن الاختلاف الرئيسي في معنى قاعدة الاختزال الخاصة بانهيار الحزمة الموجية. ففي ظل هذا التفسير الجديد تظل تلك القاعدة قائمة، ولكن تؤكد النظرية على عدم وجود أي تأثير على الشيء المُقاس يمكن عزوه إليها. إذ يكفي التفكك الكمي في جهاز القياس لتفسير ذلك».

حتى نحصل على نظرية مكتملة لا بد من استكمال القواعد الرسمية المذكورة بالأعلى بفضاء هيلبرت معين، إلى جانب القواعد التي تحكم ديناميكا النظم مثل المؤثر الهاميلتوني.
لكن يرى البعض أن تلك الشروط لن تجعل النظرية مكتملة نظرًا لعدم وجود أي تنبؤات بشأن أي من مجموعات التواريخ المتوافقة سوف تحدث في الواقع. أي أنه لا بد من استكمال قواعد التواريخ المتوافقة وفضاء هيلبرت والمؤثر الهاميلتوني بقاعدة لاختيار المجموعات. ولكن يرى جريفيث أن السؤال عن أي من مجموعات التواريخ سوف تحدث حقًا ينم عن سوء فهم للنظرية، إذ أن التواريخ هي أداة لوصف الواقع وليست عبارة عن عدة وقائع بديلة منفصلة عن بعضها.
يرى أنصار تفسير التواريخ المتوافقة (مثل موراي جيلمان، وجيمس هرتل، ورونالد أومنيه، وروبرت ب. جريفيث) أن هذا التفسير يبين العيوب الأساسية في تفسير كوبنهاغن القديم، وأنه يمكن استخدامه بمثابة إطار تفسيري مُكتمل لميكانيكا الكم على مستوى دولي.
ذكر رونالد أومنيه في كتابه «الفلسفة الكمية» طريقة لفهم تلك الصياغة دون اللجوء إلى رياضيات معقدة. إذ يمكن اعتبار نهج التواريخ المتوافقة طريقة لفهم أي من خصائص ميكانيكا الكم يمكن التعامل معها في إطار واحد، وأي من تلك الخصائص يجب التعامل معها في عدة إطارات وإلا تفقد معناها. ولذلك يستحيل علينا توضيح السبب وراء حقيقة أن الخصائص التي افترض جون ستيوارت ميل أنه يمكن الجمع بينها ليست كذلك في الحقيقة. ولكن من ناحية أخرى صار من الممكن أن نوضح أن طرق الاستدلال الكلاسيكية لا تزال قائمة حتى في حالة التجارب الكمية، وأن الفرق الوحيد بين طرق الماضي والحاضر هو الدقة الرياضية.